# Hyperbaenus festae
Hyperbaenus festae är en insektsart som beskrevs av Griffini 1896. Hyperbaenus festae ingår i släktet Hyperbaenus och familjen Gryllacrididae. Inga underarter finns listade i Catalogue of Life.